# Isonychus costaricensis
Isonychus costaricensis är en skalbaggsart som beskrevs av Moser 1918. Isonychus costaricensis ingår i släktet Isonychus och familjen Melolonthidae. Inga underarter finns listade i Catalogue of Life.